# Myslim Murrizi
Myslim Murrizi (* 14. April 1968 in Divjaka) ist ein albanischer Jurist, Unternehmer und Politiker. Er war von 1997 bis 2001 Abgeordneter für die Demokratische Partei Albaniens (PD) im albanischen Parlament und zog bei den Parlamentswahlen 2017 erneut für vier Jahres ins Parlament ein. Von Mai 2019 bis September 2021 war er stellvertretender Parlamentspräsident. Im Oktober 2020 gründete er die Partei Lëvizja Demokratike Shqiptare (Albanische Demokratische Bewegung) und wurde deren erster Vorsitzender.

## Leben

### Herkunft und Ausbildung
Myslim Murrizi wurde 1968 in Divjaka geboren.  Von 1987 bis 1992 studierte er Veterinärmedizin an der Landwirtschaftlichen Universität Tirana. Anschließend absolvierte er von 2000 bis 2004 ein Jurastudium an der Universität Tirana und erhielt 2005 seine Zulassung als Rechtsanwalt (Nr. 2518).
Während seiner Studienzeit engagierte er sich in der Studentenbewegung von 1990 bis 1992 und war Sekretär der Demokratischen Studentenpartei am Landwirtschaftlichen Institut in Tirana.

### Berufliche Laufbahn
Vor seiner politischen Karriere war Murrizi in verschiedenen Funktionen der Finanz- und Steuerverwaltung tätig:
- 1992–1993: Vorsitzender der Finanzpolizei Lushnja (Major)
- 1993–1995: Vorsitzender der Finanzpolizei in Berat und Lushnja
- 1995: Inspektor im Finanzministerium
- 1995–1996: Leiter der Steuerverwaltung und Steuerpolizei in Lushnja
- 1996–1997: stellvertretender Generaldirektor der Steuerverwaltung Albaniens
- 2002–2005: Sektorleiter im Obersten Staatskontrollamt
- 2005–2017: Tätigkeiten im privaten Sektor[3]

### Politische Laufbahn
Seit den 1990er Jahren ist Murrizi in der Politik aktiv. Bei den vorgezogenen Wahlen von 1997 nach dem Lotterieaufstand wurde er erstmals als Abgeordneter für Lushnja ins Parlament gewählt, wo er bis 2001 blieb. 2017 zog er erneut als Vertreter des Qark Fier ins Parlament ein und gehörte diesem bis 2021 an. Von Mai 2019 bis September 2021 war er stellvertretender Parlamentspräsident.
Im Oktober 2020 initiierte er gemeinsam mit mehreren Abgeordneten die Gründung der Lëvizja Demokratike Shqiptare (LDSH), die sich als neue politische Kraft ohne ehemalige Funktionäre des kommunistischen Regimes präsentierte. Bis 2025 erzielte die LDSH bei Wahlen keine nennenswerte Resultate.